# 少女 (源氏物語)
| 源氏物語五十四帖 |        |    |        |
| 各帖のあらすじ   |        |    |        |
| 帖               | 名     | 帖 | 名     |
| 1                | 桐壺   | 28 | 野分   |
| 2                | 帚木   | 29 | 行幸   |
| 3                | 空蝉   | 30 | 藤袴   |
| 4                | 夕顔   | 31 | 真木柱 |
| 5                | 若紫   | 32 | 梅枝   |
| 6                | 末摘花 | 33 | 藤裏葉 |
| 7                | 紅葉賀 | 34 | 若菜   |
| 8                | 花宴   | 35 | 柏木   |
| 9                | 葵     | 36 | 横笛   |
| 10               | 賢木   | 37 | 鈴虫   |
| 11               | 花散里 | 38 | 夕霧   |
| 12               | 須磨   | 39 | 御法   |
| 13               | 明石   | 40 | 幻     |
| 14               | 澪標   | 41 | 雲隠   |
| 15               | 蓬生   | 42 | 匂宮   |
| 16               | 関屋   | 43 | 紅梅   |
| 17               | 絵合   | 44 | 竹河   |
| 18               | 松風   | 45 | 橋姫   |
| 19               | 薄雲   | 46 | 椎本   |
| 20               | 朝顔   | 47 | 総角   |
| 21               | 少女   | 48 | 早蕨   |
| 22               | 玉鬘   | 49 | 宿木   |
| 23               | 初音   | 50 | 東屋   |
| 24               | 胡蝶   | 51 | 浮舟   |
| 25               | 蛍     | 52 | 蜻蛉   |
| 26               | 常夏   | 53 | 手習   |
| 27               | 篝火   | 54 | 夢浮橋 |

「少女」（おとめ）は、『源氏物語』五十四帖の巻名のひとつ。第21帖。巻名は光源氏と夕霧の歌「をとめごも神さびぬらし天つ袖ふるき世の友よはひ経ぬれば」および「日かげにもしるかりけめやをとめごがあまの羽袖にかけし心は」による。「乙女」と表記されることもあり、ここでは五節舞を舞う舞姫たちのことを指している。

## あらすじ
光源氏33歳の夏から35歳冬の話。
源氏の息子夕霧が、12歳で元服を迎えた。しかし源氏は夕霧を敢えて優遇せず、六位にとどめて大学に入れた。同じ年、源氏の養女斎宮女御が冷泉帝の中宮に立后する。源氏は太政大臣に、右大将（頭中将）は内大臣になった。
立后争いで源氏に敗れた内大臣は、大宮に預けている次女雲居の雁を東宮妃にと期待をかけるが、彼女は共に育った幼馴染の従兄弟・夕霧と密かに恋仲になっていた。これを知った内大臣は激怒し、雲居の雁を自らの邸に引き取ると宣言。大宮を嘆かせる。邸への引越し当日。諦め切れない夕霧は密かに、雲居の雁へ逢いに行く。涙ながらに別れを惜しむ二人。そこへ女房が割り込み「内大臣様の姫君のお相手が六位とは。」と嫌味を言い、その場から雲居の雁を連れ出し、二人の仲を裂いてしまう。
月日は流れ、秋が深まり宮中では新嘗祭を迎えていた。傷心の夕霧は御所へ行き、豊明節会を見物する事に。夕霧は、五節の舞姫（藤原惟光の娘。後の藤典侍。）を垣間見た。その美しさに惹かれて文を送った。が、彼女は宮仕えする事が決まっており、夕霧は落胆。
夕霧からの文を読んでいた、惟光の娘と兄。だが、父に見つかり文を取り上げられる。だが、文の手蹟（字）が夕霧だと知ると、惟光は態度を一変。あわよくば「明石入道のように、なれるやもしれない」と多大な望みを抱き、家族から顰蹙を買う。
その後、夕霧は進士の試験に合格、五位の侍従となった。また源氏は六条に四町を占める広大な邸（六条院）を完成させ、四つの区画に分けて四季をテーマに造園し、秋（西南）の町を秋好中宮の里邸とした他、春（東南）の町に紫の上、夏（東北）の町に花散里、冬（西北）の町に明石の御方をそれぞれ迎えた。